# Cobquecura (comuna)
Cobquecura (del mapudungun: kofkekura ‘piedra del pan’) es una comuna chilena de la provincia de Itata, Región de Ñuble, que se encuentra asentada junto a la costa del océano Pacífico, en la zona central de Chile. Su capital es el pueblo de Cobquecura.
Junto a todas las comunas de Ñuble integra el distrito 19 de Diputados y la Circunscripción senatorial N.º 16.  Integra la Provincia de Itata con las siguientes comunas: Cobquecura (5.012), Coelemu (16.995), Ninhue (5.213), Portezuelo (4.862), Quirihue (11.594), Ránquil (5.755), Treguaco (5.401) Fuente censo 2017. Al norte limita con las comunas de Pelluhue y Cauquenes, de la Región del Maule, al sur con la comuna de Treguaco, al este con la comuna de Quirihue, y al oeste con el océano Pacífico.

## Historia
Según la tradición oral de generación en generación, Cobquecura tuvo su origen en una agrupación de pobladores en calle Rehue y Cuartos Verdes en la época colonial, cuando aún funcionaba la Real Audiencia en la Villa de Concepción de Penco.

Se le asigna el carácter de fundador al Cacique Alejandro Piceros Carampangue, el 11 de enero de 1575. El Cacique Piceros fue en su tiempo, el personaje más rico de la comarca. Usaba un Báculo de mando con empuñadura de oro macizo, para administrar justicia en representación y nombre de la Real Audiencia o en actos solemnes. Agricultor, dueño de hacienda, rostro ancho, severo, de color mate, desbarbado, alto y corpulento; lucía en sus orejas dos pendientes de oro fino. Las tierras del Cacique Piceros y sus inquilinos, correspondían a una parte de las haciendas de doña Inés de Suárez y en virtud de habérsele reconocido favorablemente sus títulos en las propiedades rurales de Cobquecura, el cacique Piceros concedió gratitud testamentaria, los terrenos que ocuparían la iglesia, la plaza de Armas y el cementerio local.

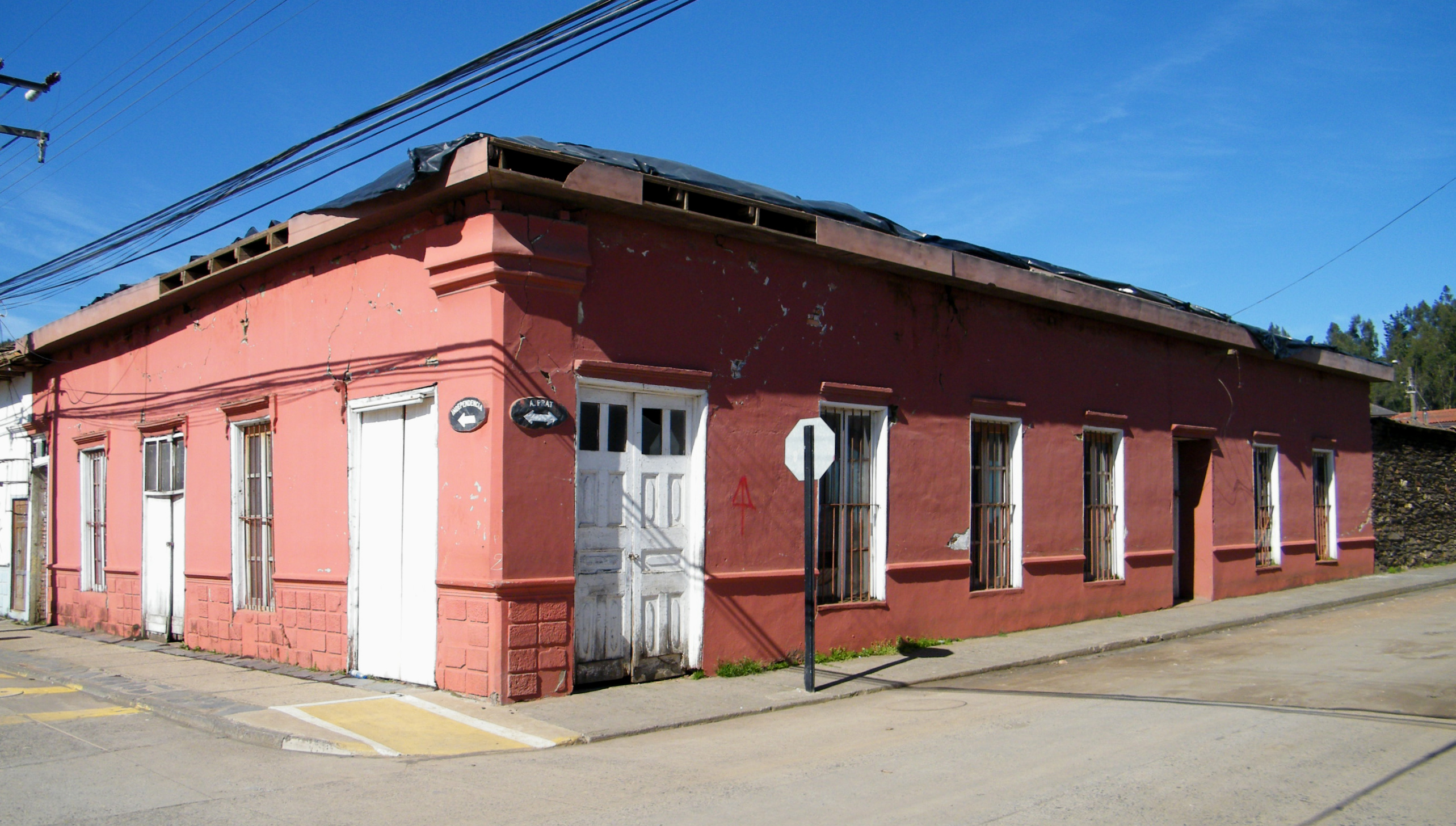
Casona Sanhuesa, en el casco histórico.

La comuna de Cobquecura fue fundada el 22 de diciembre de 1891, bajo el marco de la ley de Comuna Autóctona; dependiente del Departamento de Itata, de la Provincia de Maule. Más tarde, el 30 de diciembre de 1927, el Departamento de Itata y todas sus comunas, entre las cuales se encontraba Cobquecura, son traspasadas a la Provincia de Ñuble. En 1976, la comuna se desliga del Departamento de Itata, el cual desaparece, y se transforma en una comuna integrante de la provincia de Ñuble, perteneciente a Región del Biobío. Posteriormente, en 2018, pasa a integrar la provincia de Itata, perteneciente a la Región de Ñuble.
El 27 de febrero de 2010, el mar frente a la comuna fue el epicentro del poderoso terremoto de 8,8 grados que azotó gran parte del país.

## Medio ambiente

### Geomorfología y componentes abióticos

Trazado simplificado de los ecosistemas y cuerpos de agua presentes en la comuna de Cobquecura.

La comuna de Cobquecura se encuentra emplazada en las unidades geomorfológicas de Planicie marina o fluviomarina y Cordillera de la costa; y presenta según la clasificación climática de Köppen clima mediterráneo de lluvia invernal (Csb) y clima mediterráneo de lluvia invernal e influencia costera (Csb (i)). Esta además se halla entre las cuencas hidrográficas de Costeras entre límite de la región y el río Itata, Costeras del río Maule y el límite regional, río Itata y río Maule. Además, la comuna posee diversos cuerpos de agua, entre los que se destacan el río Colmuyao, río San Juan y río Taucu.

### Componentes bióticos
Dentro del territorio de la comuna se pueden hallar los siguientes ecosistemas:
- Bosque caducifolio mediterráneo costero donde predominan Nothofagus glauca y Azara petiolaris (En peligro crítico)
- Bosque caducifolio mediterráneo costero donde predominan Nothofagus glauca y Persea lingue (En peligro crítico)
- Bosque esclerófilo mediterráneo costero donde predominan Lithrea caustica y Azara integrifolia (En peligro crítico)

### Medidas de protección ambiental y conflictos socioambientales
Hasta 2022, la comuna de Cobquecura cuenta con las siguientes zonas que cuentan con algún nivel de protección ambiental:
- AAVC Bosque Maulino Con Queules Y Pitaos De Ralbún - Copiulemu (Iniciativa de Conservación Privada)[11]
- Santuario de la Naturaleza Islotes Lobería y Lobería Iglesia de Piedra de Cobquecura (Santuario de la Naturaleza)[12]
- Tregualemu, Ramadill y Río Petorca (Sitios ERB)[13]

En el presente Cobquecura se encuentra bajo la amenaza del grupo Celco Arauco, cuyo principal propietario es Anacleto Angelini, quienes con su industria de celulosa Nueva Aldea se encuentran finalizando el ducto al mar que contaminará las aguas de Cobquecura al Santuario de la naturaleza Islote Lobería e Iglesia de Piedra. Como medio de protesta se creó el grupo Salvemos Cobquecura.

## Demografía
La comuna de Cobquecura abarca una superficie de 570,3 km² y una población de 5012 habitantes (2017), donde 2487 son mujeres (49,6%) y 2525 son hombres (50,3%). Además en la comuna hay 3 213 viviendas.

## Administración
El alcalde de la comuna es Julio Fuentes Alarcón (PRSD). El alcalde es asesorado por el concejo municipal, integrado en el periodo 2016-2020 por los concejales:
- Jorge Rodríguez Cancino (PS)
- Jorge Romero Villalobos (PS)
- Guillermo Salgado Contreras (Independiente-Nueva Mayoría)
- Henry Segura Arias (Independiente-UDI)
- Claudio Vargas Sandoval (RN)
- Ramón Venegas Neira (PS)

El anterior alcalde fue Osvaldo Caro Caro (independiente, pro-Coalición por el cambio).

## Economía

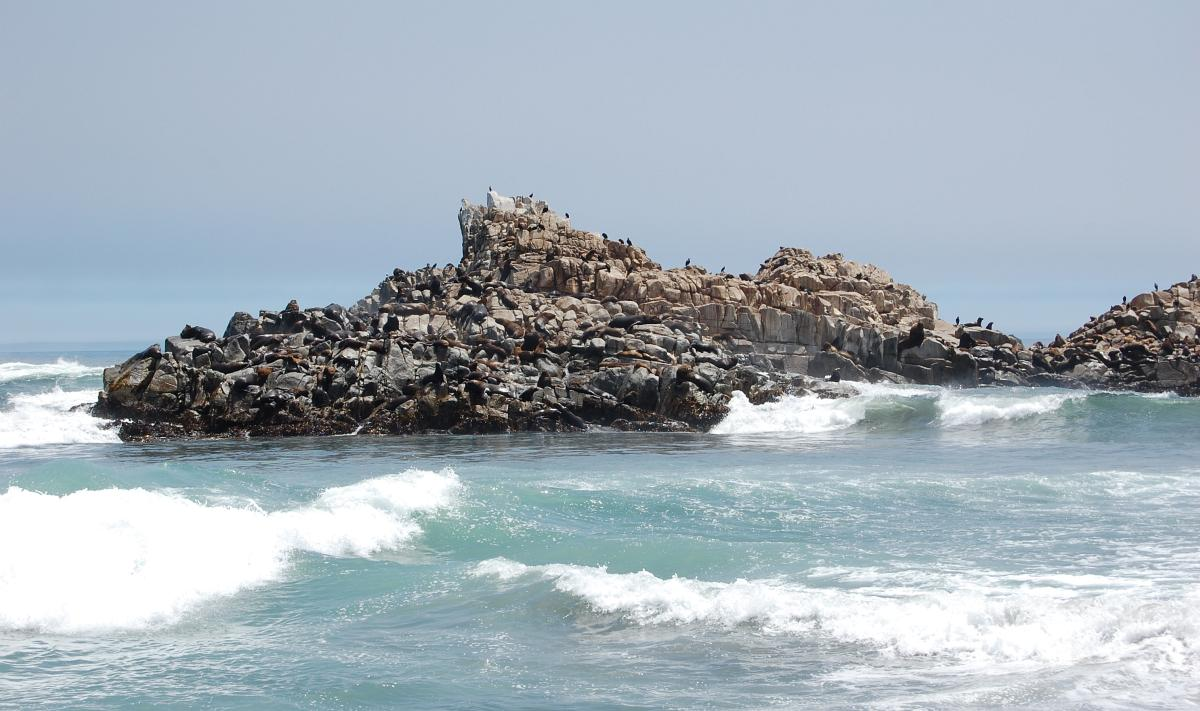
Islote Lobería en Cobquecura, declarado Santuario de la Naturaleza, ubicado al frente de la playa de Cobquecura.

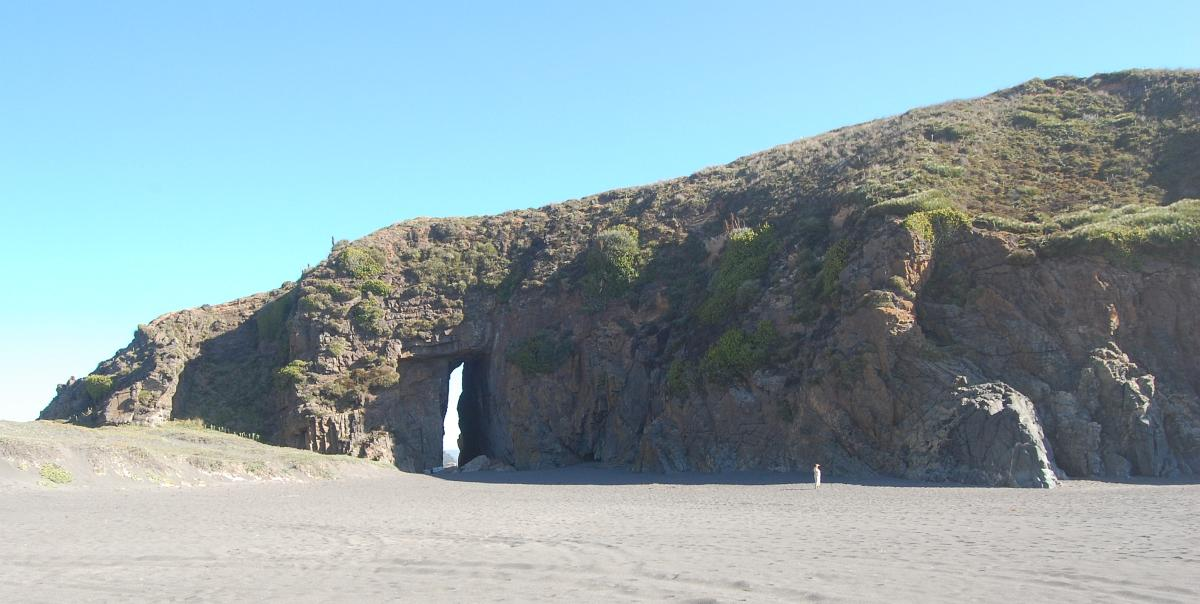
Iglesia de Piedra en Cobquecura.

En 2018, la cantidad de empresas registradas en Cobquecura fue de 51. El Índice de Complejidad Económica (ECI) en el mismo año fue de -0,86, mientras que las actividades económicas con mayor índice de Ventaja Comparativa Revelada (RCA) fueron Venta al por Mayor de Madera no Trabajada y Productos de Elaboración Primaria (121,52), Otros Tipos de Hospedaje Temporal como camping, albergues, posadas, refugios (63,57) y cultivo de trigo (36,66).

### Turismo
La comuna tiene 52 kilómetros de playas, en las que se pueden admirar bellas formaciones rocosas, entre las que se destacan la loberia, la iglesia de la piedra, la Piedra de la ventana, el Arco de los enamorados, la Casa de los patos Liles, entre otros. Además que se encuentran varios datos de alojamientos y gastronomía.
- Trehualemu
- Pullay
- Buchupureo
- La Boca
- Iglesia de Piedra (5 km)
- Isla Lobería
- Playa Mure
- Playa Piedra Alta
- Taucú
- Playa Rinconada
- Cueva de Huilquicura
- Colmuyao
- Las Raíces
- Playa Monte del Zorro
- Cueva y playa Santa Rita
- Puaun
- Piedra de la Ventana
- La Cueva de los patos Liles
- El Arco de los enamorados
- Playa Noguechea

## Medios de comunicación

### Radioemisoras
FM
- 88.7 MHz - Radio Candelaria
- 99.3 MHz - Radio Interactiva
- 107.5 MHz - Radio Lobíssima

### Televisión
VHF
- 8 - Canal 13
- 11 - TVN

TDT
- 8.1 - Canal 13 HD
- 8.2 - T13 En Vivo
- 11.1 - TVN HD
- 11.2 - NTV

## Personas destacadas
Dentro de sus hijos ilustres se cuentan:
- Mariano Latorre (1886 - 1955), cronista y novelista, Premio Nacional de Literatura
- Fidel Sepúlveda Llanos (1936 - 2006) poeta, investigador, profesor de castellano, doctor en Filología Hispánica y miembro de la Academia Chilena de la Lengua.
- Flora Sanhueza (1911-1974), anarquista fundadora de la escuela libertaria Luisa Michel, fallecida durante la dictadura militar.